# Mardingding (Mardingding)
Mardingding is een bestuurslaag in het regentschap Karo van de provincie Noord-Sumatra, Indonesië. Mardingding telt 3588 inwoners (volkstelling 2010).